# Wangelau
Wangelau est une commune allemande du Schleswig-Holstein, située dans l'arrondissement du duché de Lauenbourg (Kreis Herzogtum Lauenburg), à sept kilomètres au sud-est de la ville de Schwarzenbek. Wangelau est l'une des dix communes de l'Amt Lütau dont le siège est à Lauenburg/Elbe.